# デイヴィッド・マレー (第6代ストーモント子爵)
第6代ストーモント子爵デイヴィッド・マレー（英語: David Murray, 6th Viscount of Stormont、1689年 – 1748年7月23日）は、スコットランド貴族、ジャコバイト。

## 生涯
第5代ストーモント子爵デイヴィッド・マレーとマージョリー・スコット（Marjory Scott）の長男として、1689年に生まれた。1715年ジャコバイト蜂起では父と同じく政府へ出頭せざるを得なかった。同年のシェリフミュアの戦いで第5代ストラスモア＝キングホーン伯爵ジョン・ライアンが戦死すると、彼への手向けとして『An Elegy sacred to the Memory of John, Earl of Strathmore, who was killed in 1715』という挽歌を書いた（ただし出版せず）。
1726年1月20日、アン・ステュアート（Anne Stewart、1735年7月30日没、ジョン・ステュアートの娘）と結婚、2男2女をもうけた。
- デイヴィッド（1727年 – 1796年） - 第7代ストーモント子爵、第2代マンスフィールド伯爵
- ジェームズ - 生涯未婚
- アン（1818年7月9日没） - 生涯未婚
- マージョリー（Marjory、1799年4月19日没）

1731年11月9日に父が死去するとストーモント子爵の爵位を継承した。
1748年7月23日に死去、同月30日にニスデールで埋葬された。長男デイヴィッドが爵位を継承した。